# Chattonidium setense
Chattonidium · Chattonidiidae
Famille
Genre
Espèce
Chattonidium setense, unique représentant du genre Chattonidium et de la famille des Chattonidiidae, est une espèce de Ciliés de la classe des Heterotrichea et de l’ordre des Heterotrichida.

## Étymologie
Le nom Chattonidium a été donné par Simone Villeneuve-Brachon en hommage au protistologiste Édouard Chatton avec lequel elle a travaillé.

## Description
Les Chattonidiidae sont des ciliés qui présentent une ressemblance superficielle avec les Oligotrichida en ce que le péristome est déplacé vers le pôle antérieur. Les membranelles forment une spirale presque complète autour du bord de l'entonnoir péristomial, à la base duquel se trouve le cytostome. Dans l'anneau de membranelles, une membrane ondulante s'étend sur une certaine distance autour du péristome. La ciliation somatique est uniforme.

## Systématique
La famille monotypique des Chattonidiidae a été proposée en 1940 par la microbiologiste française Simone Villeneuve-Brachon (d), également descriptrice de l'espèce et du genre en 1937. La systématique et la caractérisation de l'espèce ont été révisées en 2006.